# 30 Pułk Artylerii Lekkiej

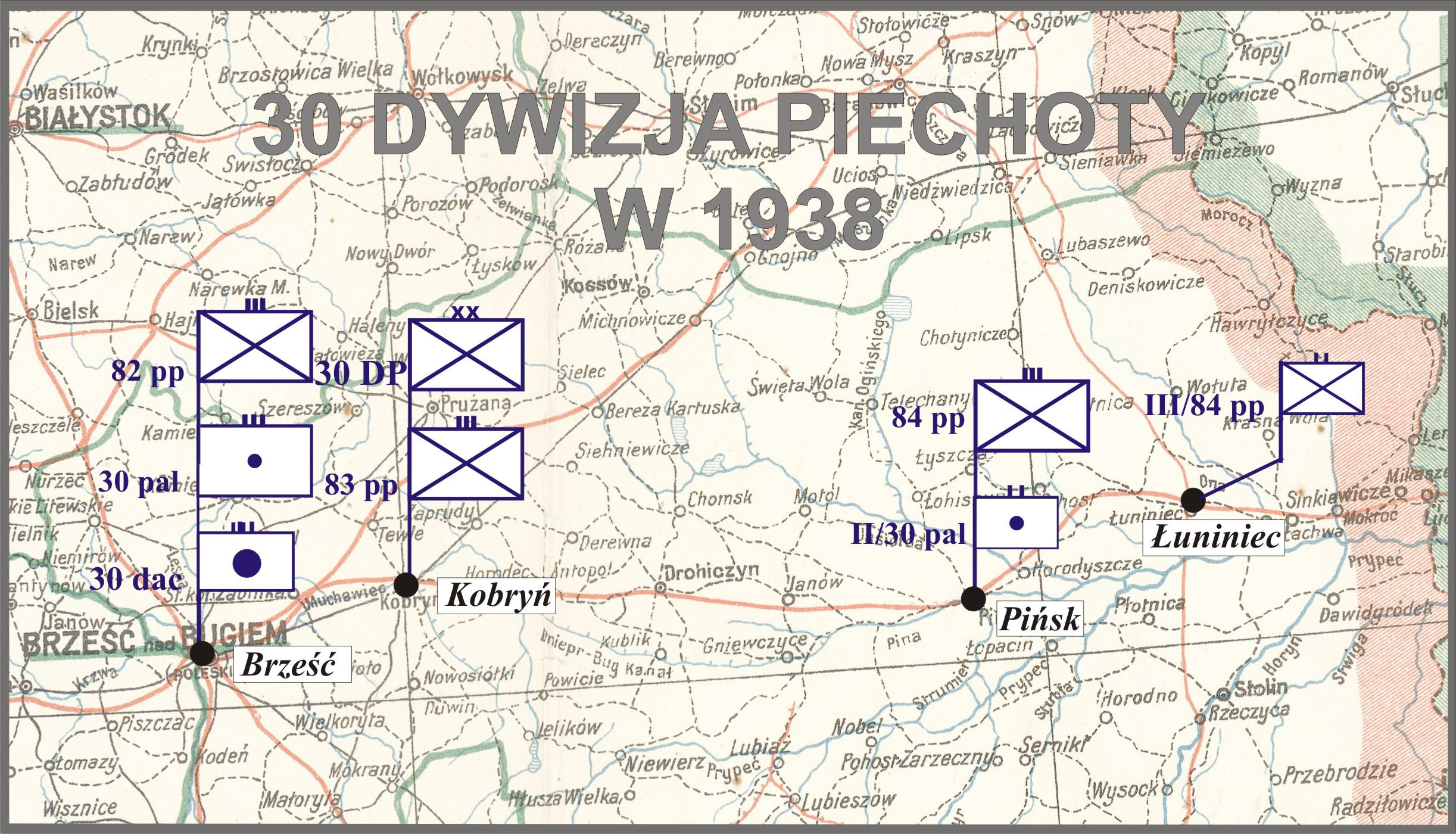
30 DP w 1938

30 Poleski pułk artylerii lekkiej (30 pal) – oddział artylerii lekkiej Wojska Polskiego II RP.
Pułk sformowany został  na bazie Syberyjskiego dywizjonu artylerii w 1921 w Starogardzie Gdańskim. W okresie międzywojennym stacjonował też w Białej Podlaskiej, Włodawie, Berezie Kartuskiej i Brześciu.
W kampanii wrześniowej 1939 pułk walczył w składzie macierzystej 30 Poleskiej Dywizji Piechoty (Armia „Łódź”).

## Syberyjski dywizjon artylerii
Były dowódca I dywizjonu 5 pułku artylerii polowej mjr Ludwik Jurkiewicz, wraz z grupą żołnierzy, 4 marca 1920 dotarł do Harbinu na Dalekim Wschodzie. 15 kwietnia z portu Dajren, parowcem angielskim „Jarosław”, byli żołnierze 5 Dywizji Strzelców udali się do Polski. Inna grupa płynęła statkiem „Woroneż". 1 lipca do Gdańska przybyło około120 oficerów i 800 szeregowców z 5 DSP. Na tymczasowe miejsce pobytu szeregowców wyznaczono Chełmno, a oficerów i rodziny żołnierzy rozlokowano w Grupie. 12 lipca płk Kazimierz Rumsza rozpoczął tworzenie Brygady Syberyjskiej. W jej strukturach utworzono w Grudziądzu dywizjon artylerii z dowódcą ppłk. Jurkiewiczem na czele. Wcielono do niego wszystkich żołnierzy byłego „syberyjskiego” 5 pułku artylerii polowej. 3 sierpnia dywizjon przybył do Skierniewic. Tam uzupełniono braki w stanie osobowym, a dwa dni później cała brygada przegrupowała się do Zegrza i weszła w skład nowo formującej się 5 Armii gen. Władysława Sikorskiego. Początkowo Brygadę Syberyjską w składzie dwóch pułków piechoty i dywizjonu artylerii miano skierować do Pułtuska celem wzmocnienia grupy gen. Baranowskiego. Rozkaz cofnięto, a brygadę zatrzymano w Zegrzu. Rozkazy zmieniano jeszcze kilkakrotnie. 12 sierpnia brygada przeszła do rejonu Borkowo – Błędówko i zajęła odcinek obrony nad Wkrą. Dywizjon artylerii ze swoimi 8 działami polowymi wspierać miał 1 Syberyjskie pułk piechoty. 14 sierpnia 5 Armia przeszła do natarcia. W tym dniu pod Borkowem swój chrzest bojowy przeszedł też dywizjon syberyjski. Odpierał kontrataki wojsk sowieckich zmierzających do przekroczenia Wkry w okolicy Błędowa i Borkowa. Po załamaniu obrony przeciwnika, część żołnierzy dywizjonu uczestniczyła w pościgu.
W kolejnych dniach baterie ze stanowisk ogniowych pod Błędowem kilkakrotnie odpierały ataki liczniejszego przeciwnika. Atakująca koncentrycznie sowiecka 11 Dywizja Strzelców uzyskała powodzenie, a dywizjon w walce stracił jedną baterię. 18 sierpnia mocno uszczuplona brygada z niekompletnym dywizjonem weszła w skład wydzielonej grupy operacyjnej gen. Aleksandra Osińskiego i to w jej składzie 21 sierpnia pod Konopkami dywizjon odpierał ataki III Korpusu Kawalerii Gaja torującego drogę odwrotu sowieckiej 4 Armii Jewgienija Siergiejewa. 23 sierpnia dywizjon wspierał pułki macierzystej brygady pod Chorzelami. Poniesione straty w ludziach i sprzęcie spowodowały, że 25 sierpnia dywizjon otrzymał rozkaz powrotu do Zegrza. Tam odpoczywał i reorganizował się.
We wrześniu Brygada Syberyjska nadal działała w składzie grupy operacyjnej gen. Aleksandra Osińskiego. Dywizjon zabezpieczał lewe skrzydło zgrupowania uderzeniowego atakującego Grodno. Po zdobyciu miasta stacjonował tam do 15 października. W tym dniu skierowany został do Grudziądza, gdzie dołączył do baterii zapasowej 16 pułku artylerii polowej.
18 października na Pomorzu utworzono Dywizję Syberyjską. W strukturze dywizji przewidziany był pułk artylerii polowej. Trzonem nowo formowanego pułku stał się Syberyjski dywizjon artylerii. 23 listopada dywizjon opuścił Grudziądz i przeszedł do Kartuz. Tu został zreorganizowany, a jego 11 baterią stała się 10/16 pap. Zmieniono też nazwę dywizjonu na IV dywizjon 16 pułku artylerii polowej. Pod koniec kwietnia 1921 opuścił Kartuzy i został skierowany do Starogardu Gdańskiego. Tam wszedł w skład 30 Syberyjskiej Dywizji Piechoty.

### Mapy walk dywizjonu

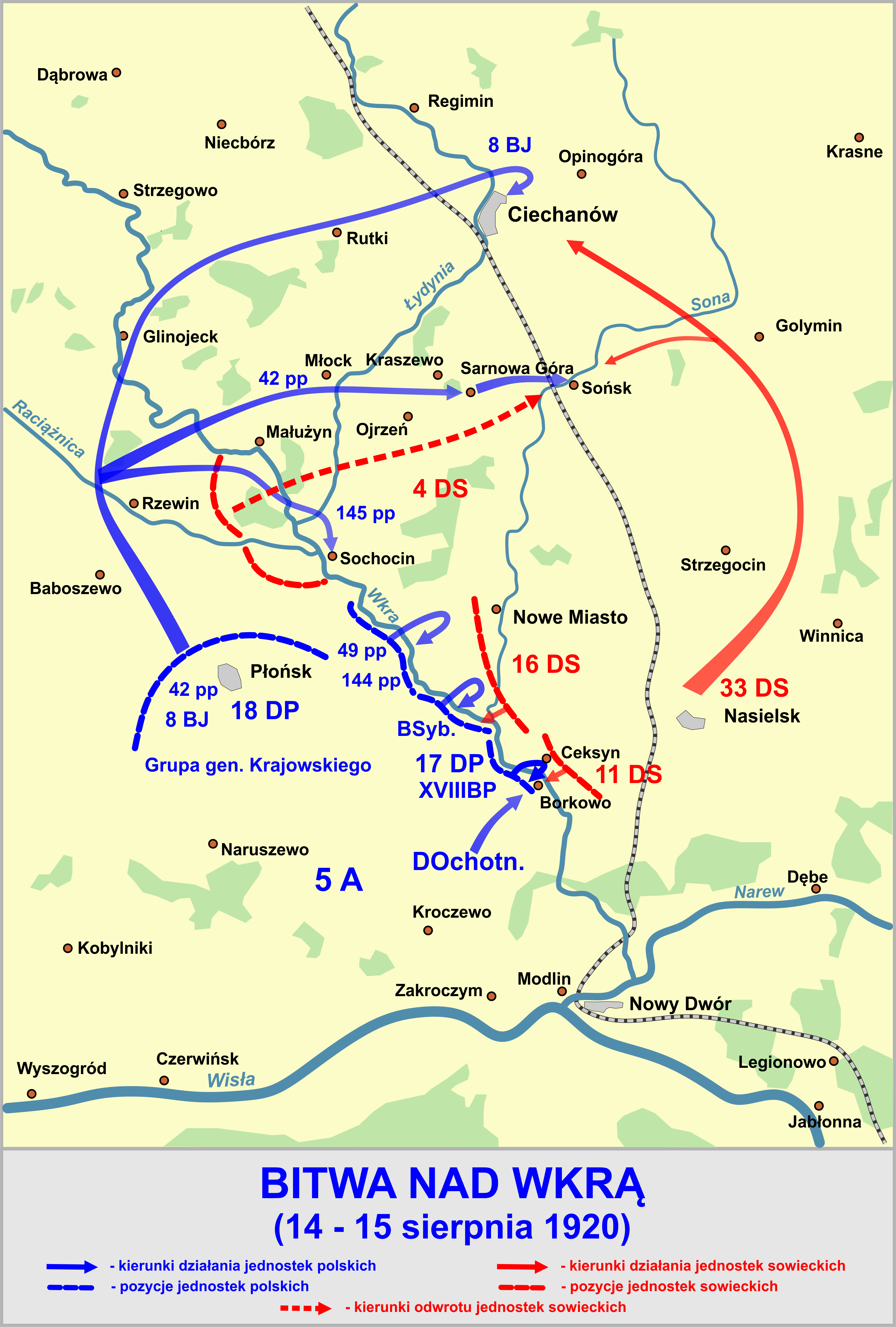
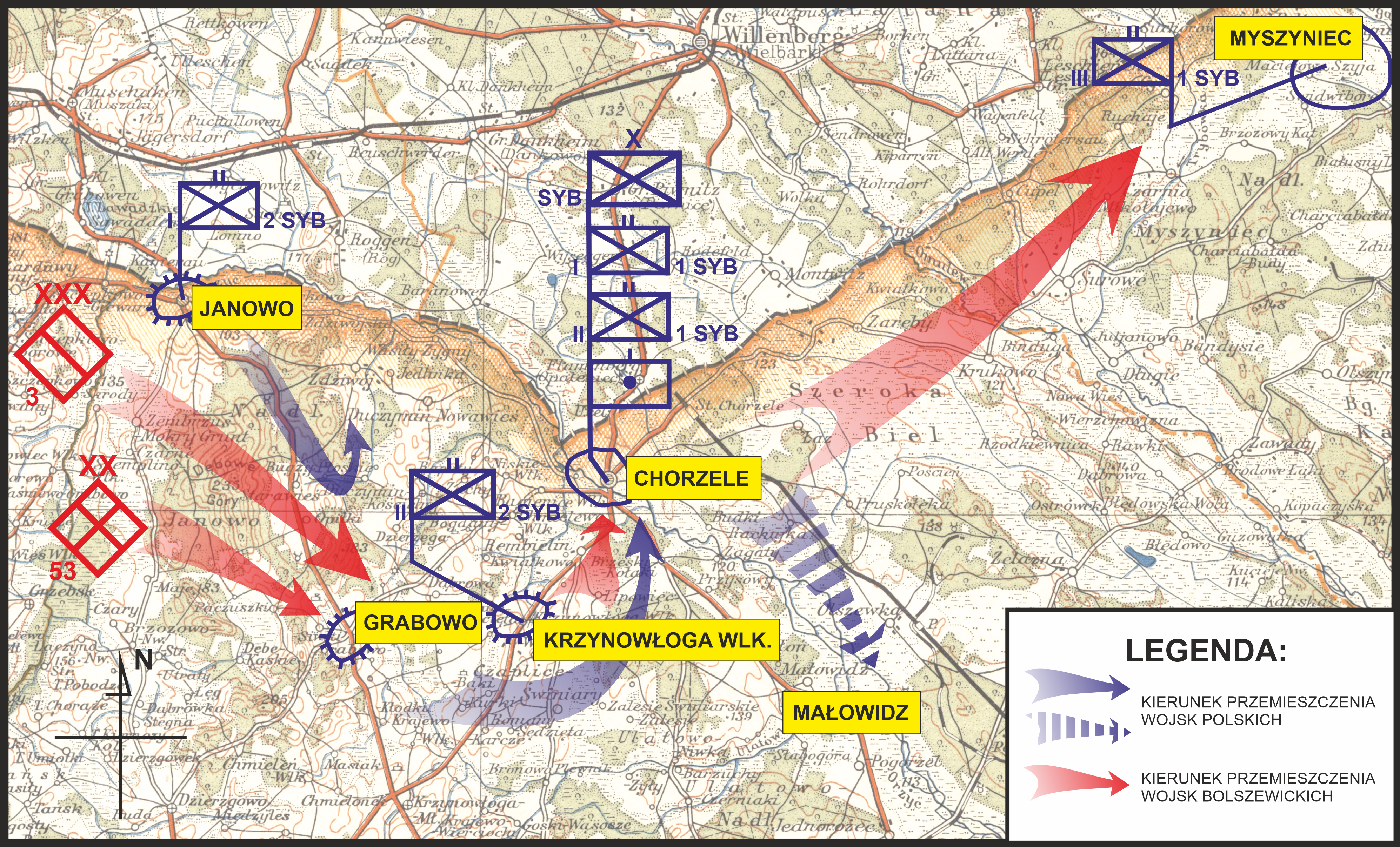
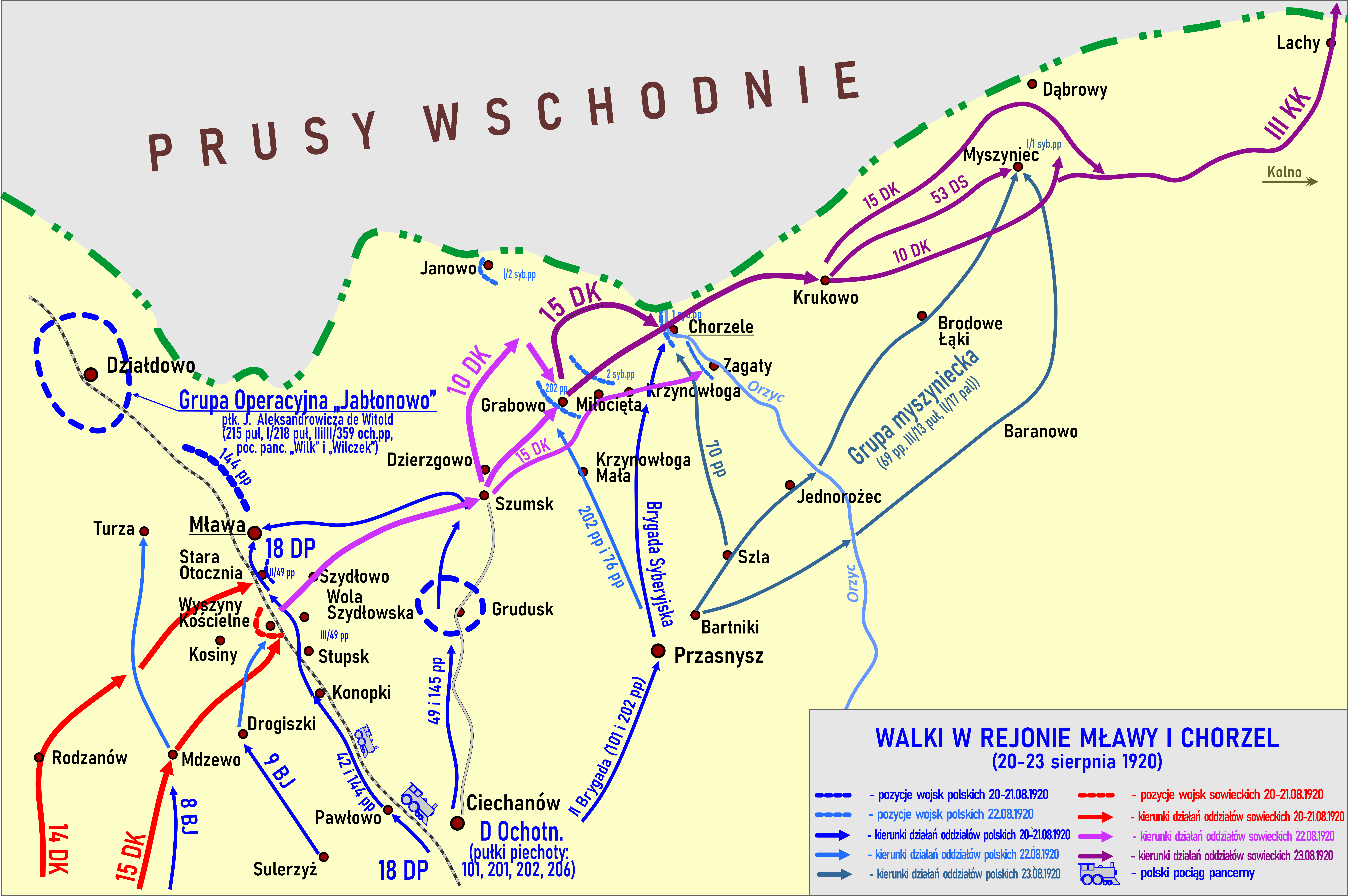
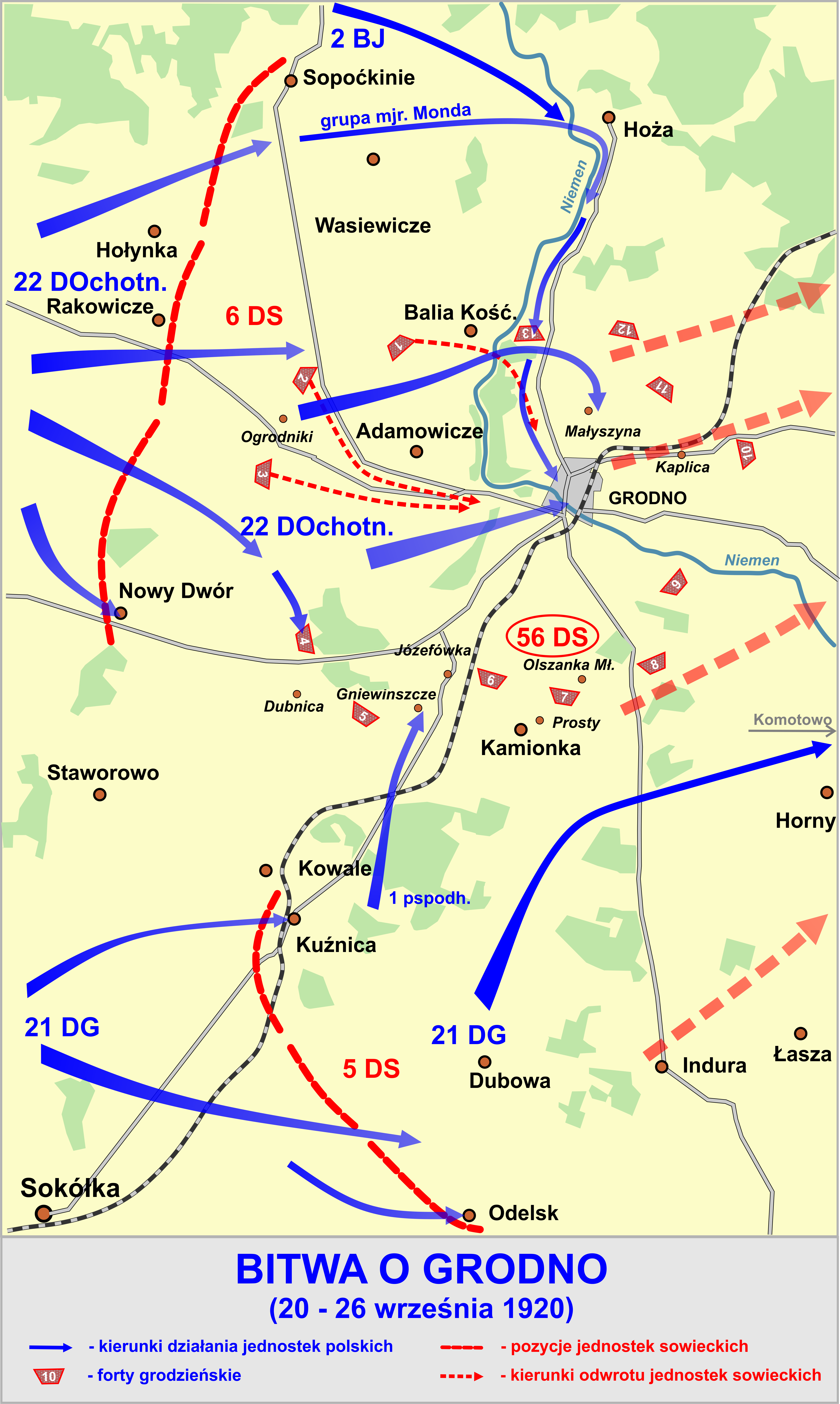

## W okresie pokoju

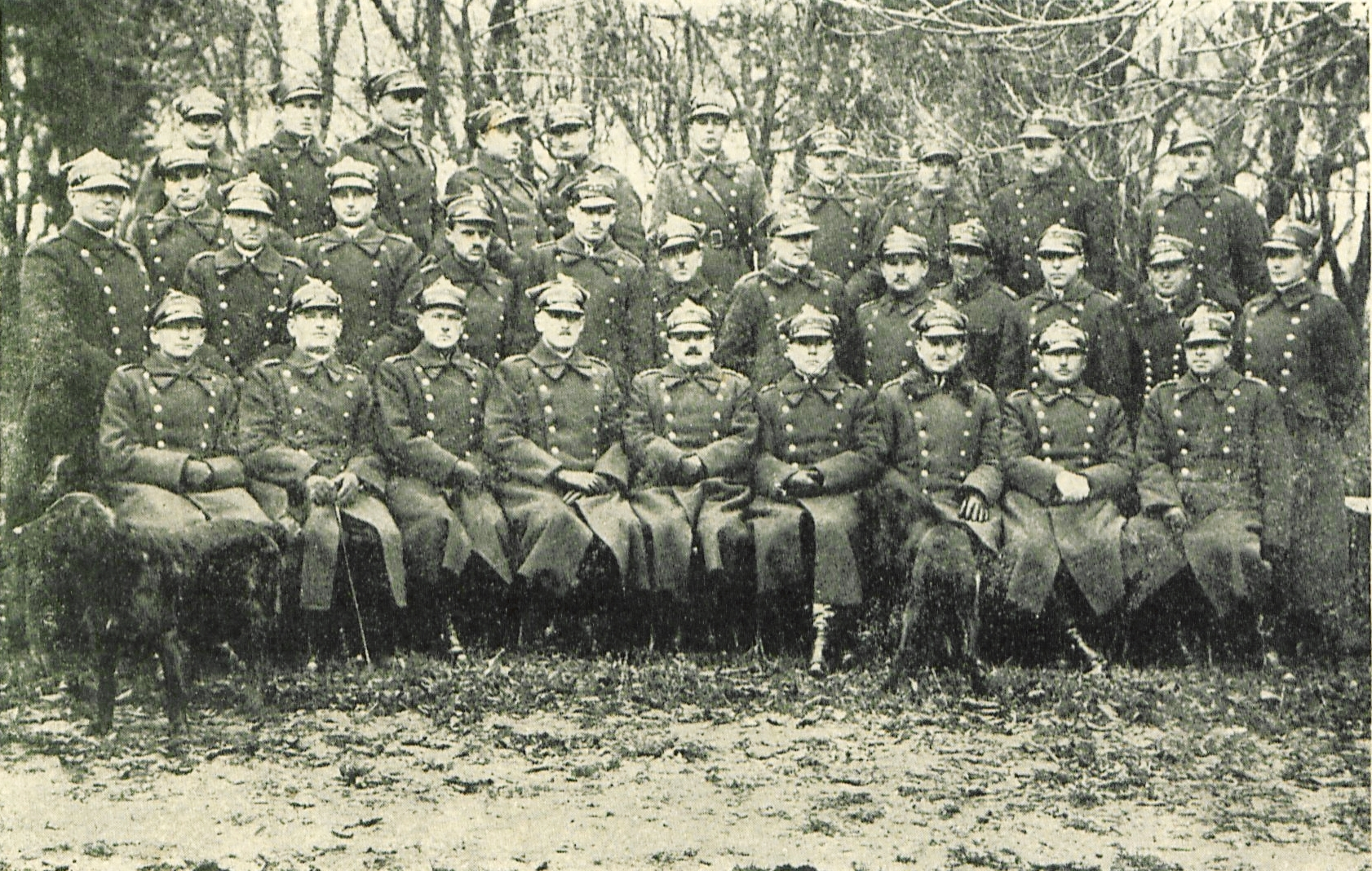
Korpus oficerski 30 pap

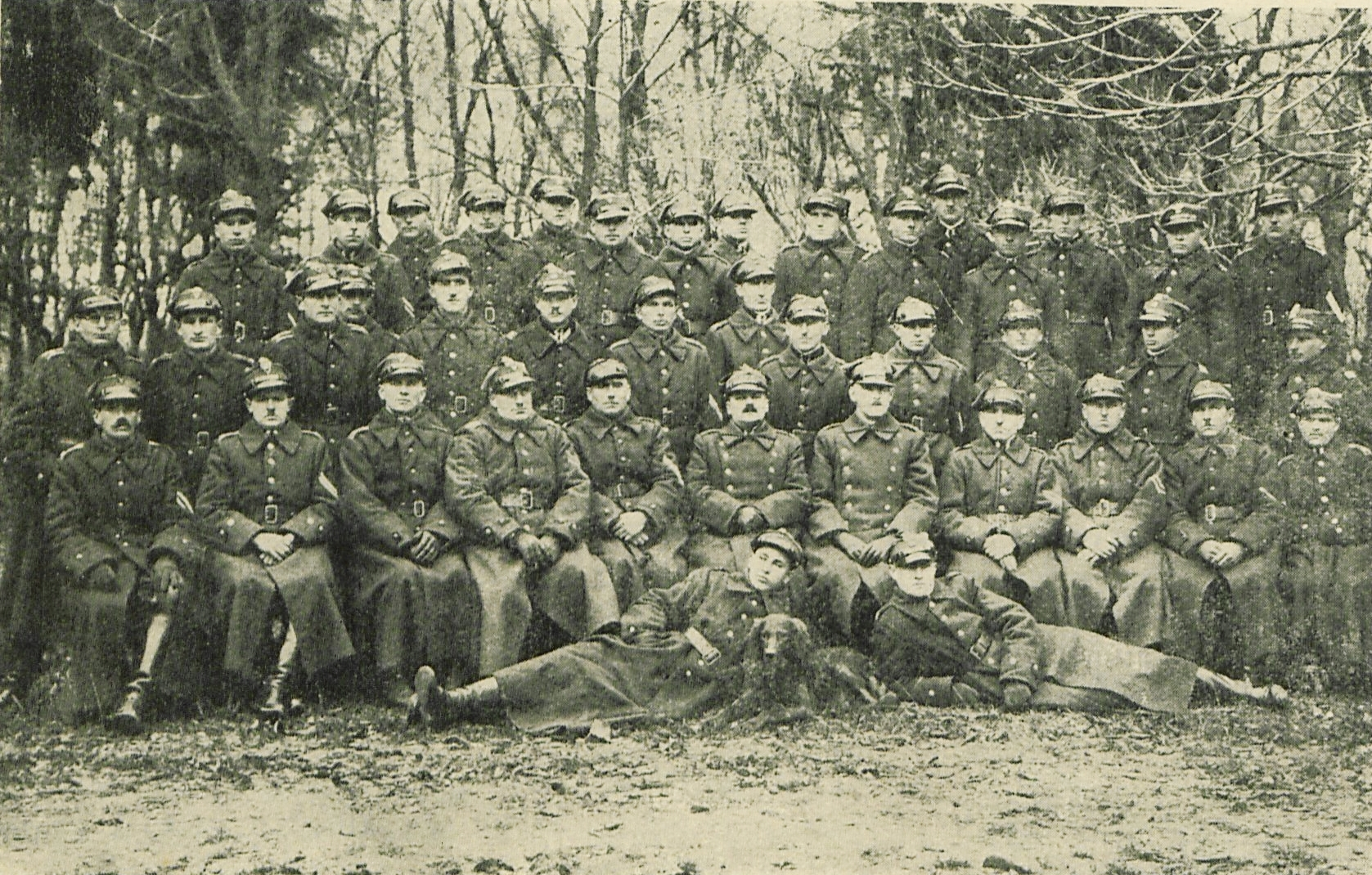
Korpus podoficerski 30 pap

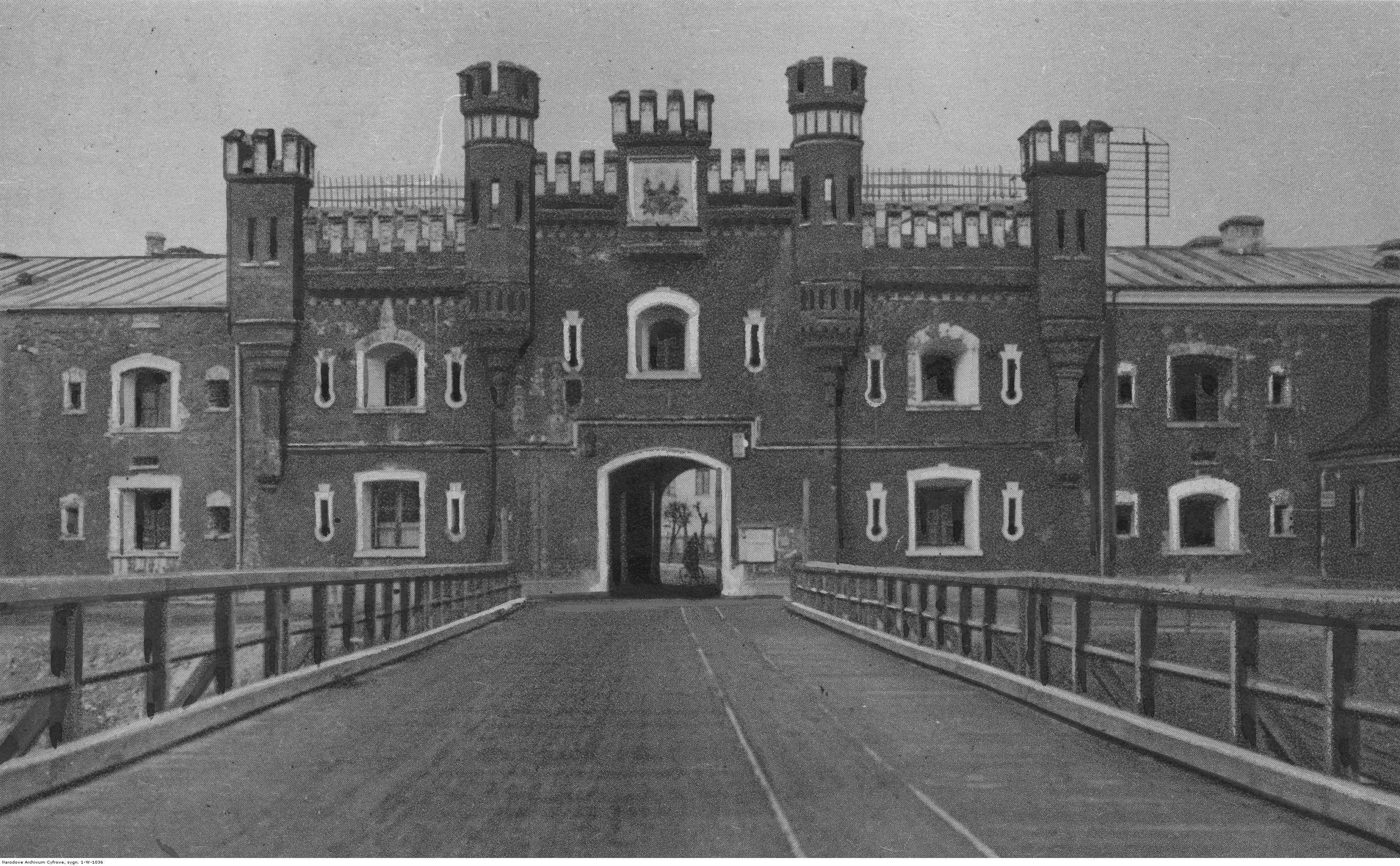
Brześć nad Bugiem – brama wjazdowa do fortu

### Formowanie i zmiany organizacyjne
15 lipca 1921 w Starogardzie Gdańskim sformowany został 30 Syberyjski pułk artylerii polowej. W jego skład weszły IV dywizjon 16 pap (były Syberyjski dywizjon artylerii), IV/14 Wielkopolskiego pułku artylerii polowej i 6 bateria 13 pułku artylerii ciężkiej. W chwili organizowania posiadał strukturę dwudywizjonową, a w każdym dywizjonie trzy baterie po cztery działa. 7 października pułk przeniesiony został do Białej Podlaskiej i pozostawał tam do 24 września 1922. 8 maja jego II dywizjon przegrupował się do Pińska i tam kwaterował do 22 grudnia. 25 września 1922 siły główne pułku zostały dyslokowane do Włodawy, a z końcem roku dołączył do nich II dywizjon z Pińska.
Jeszcze w 1922 wprowadzono strukturę trzydywizjonową w składzie siedmiu baterii. Dotychczasowe 4. i 9 bateria zostały skadrowane. W nowej strukturze I dywizjon (alarmowy) miał trzy baterie, zaś pozostałe dywizjony po dwie. Rozkazem wykonawczym Departamentu III z 27 listopada 1925 wprowadzono kolejne zmiany. I dywizjon składał się z trzech baterii armat, w każdej po cztery francuskie 75 mm armaty, II dywizjon z dwóch baterii armat po 4 armaty 75 mm, III dywizjon z dwóch, w tym jedna bateria armat 75 mm i jedna bateria haubic 100 mm.  W latach 1926–1927 III dywizjon miał posiadać dwie baterie haubic 100 mm, a w każdej po trzy działa.
31 grudnia 1931, na podstawie rozkazu B. Og. Org. 1120 – 18 Org. ministra spraw wojskowych marszałka Polski Józefa Piłsudskiego 30 pap został przemianowany na 30 pułk artylerii lekkiej.
W 1932  nastąpiła kolejna reorganizacja artylerii. Mimo zaawansowanych prac, pułk  nie wprowadził w życie nowej organizacji, a w 1935 posiadał trzy dywizjony a siedem baterii. Sprzęt artyleryjski stanowiły nadal armaty 75 mm wz. 1897 oraz haubice 100 mm wz. 14/19P. Mankamentem było postępujące zużycie dział wynoszące w 1936 około 75-80 %. W 1937 częściowo wprowadzono ogumienie pneumatyczne.
W 1934 pułk został przedyslokowany do Berezy Kartuskiej, a następnie w 1936 do Brześcia nad Bugiem (do Twierdzy). W 1938 II/30 pal mjr. Aleksandra Makowitza przedyslokowany został do Pińska.
W 1939 w skład 30 pal wchodziły dwa dywizjony 75 mm armat i dywizjon 100 mm haubic. Na wyposażeniu I dywizjonu znajdowało się 12 armat francuskich starego typu. Taką samą liczbę armat posiadał II dywizjon. III dywizjon uzbrojony był w 12 haubic 100 mm produkcji polskiej, ale wykonanych według wzoru austriackiego.

### Szkolenie i wychowanie
Priorytetem działalności bieżącej w pułku było szkolenie wojsk. Zasadnicza służba wojskowa artylerzysty trwała 19 miesięcy. Pierwszy rocznik szkolił się od wcielenia marcowego do września, po czym następował jesienno-zimowy okres szkolenia. W październiku zwalniano do rezerwy drugi rocznik.
Wiele uwagi poświęcano wyszkoleniu zespołowemu baterii i dywizjonów, w tym pracy dowódców nad wypracowaniem decyzji do działania i współpracą z oddziałami piechoty przy realizowaniu skutecznego wsparcia ogniowego. Do szkolenia wykorzystywano place ćwiczeń rozmieszczone wokół garnizonu.
Równolegle ze szkoleniem prowadzona była praca wychowawcza i kulturalno-oświatowa. W pracy wychowawczej ważną funkcję pełniło duchowieństwo. Kapelani prowadzili odczyty patriotyczno-religijne, dbali o czytelnictwo i rozwój duchowy żołnierza. W pułku organizowano też kursy dla analfabetów, kursy rolnicze i inne formy kształcenia zawodowego. Wiele uwagi poświęcano utrzymaniu dyscypliny żołnierzy i przeciwdziałaniu destrukcyjnej działalności jaką prowadziły bądź próbowały prowadzić mniejszości narodowe. W drugiej połowie lat trzydziestych podstawową formą pracy oświatowo-wychowawczej były pogadanki. Program zawierał czterdzieści dwa tematy dotyczące wiedzy o Polsce, o wojsku, o wojnie i o obowiązkach i prawach żołnierza.

### Święta w pułku
Obchody świąt państwowych i wojskowych wykorzystywano do krzewienia wśród żołnierzy postaw patriotycznych. 15 sierpnia żołnierze pułku, wspólnie z miejscowymi i przedstawicielami administracji, czcili pamięć poległych w okresie wojny polsko-bolszewickiej. Przed południem dokonywano przeglądu wojska, a potem żołnierze maszerowali na mszę świętą. Po południu organizowane były akademie, spotkania z kombatantami i koncerty. Wieczorem odbywał się apel poległych. Podobne uroczystości odbywały się 4 grudnia w dniu św. Barbary i w dniu święta pułkowego.
| Obsada personalna i struktura organizacyjna w marcu 1939 | Obsada personalna i struktura organizacyjna w marcu 1939 |
| -------------------------------------------------------- | -------------------------------------------------------- |
| dowódca pułku                                            | ppłk Zygmunt Lewandowski                                 |
| I zastępca dowódcy                                       | ppłk Anastazy Albert Makowski                            |
| adiutant                                                 | kpt. Romuald Cymerski                                    |
| lekarz medycyny                                          | por. lek. Roman Tatarczyk                                |
| starszy lekarz weterynarii                               | mjr lek. wet. Wacław Henryk Duval                        |
| młodszy lekarz weterynarii                               | por. Paweł Sadlak                                        |
| oficer zwiadowczy                                        | kpt. Tadeusz Nowaczyński                                 |
| II zastępca dowódcy (kwatermistrz)                       | mjr Leonard Bursa                                        |
| oficer mobilizacyjny                                     | kpt. adm. (art.) Stefan II Krajewski                     |
| zastępca oficera mobilizacyjnego                         | por. adm.(art.) Antoni Policho                           |
| oficer administracyjno-materiałowy                       | kpt. Stanisław III Łapiński                              |
| oficer gospodarczy                                       | kpt. int Stanisław Piotr Golankiewicz                    |
| oficer żywnościowy                                       | wakat                                                    |
| dowódca plutonu łączności                                | por. Mieczysław Chyliński                                |
| oficer plutonu                                           | ppor. Jan Sitko                                          |
| dowódca szkoły podoficerskiej                            | kpt. Antoni Mateńko                                      |
| zastępca dowódcy                                         | por. Jan Kazimierz Błaszczyna                            |
| dowódca plutonu                                          | por. Jan Kazimierz Błaszczyna                            |
| dowódca plutonu                                          | ppor. Antoni Lipiński                                    |
| dowódca plutonu                                          | por. Zygmunt Alfred Zwolanowski                          |
| dowódca plutonu                                          | ppor. Aleksander Pristupa vel Pristupiński               |
| dowódca I dywizjonu                                      | mjr Stanisław Nikodemowicz                               |
| dowódca 1 baterii                                        | por. Leon Franciszek Witkowski                           |
| dowódca plutonu                                          | ppor. Anioł Antoni Kamiński                              |
| dowódca 2 baterii                                        | kpt. Alojzy Piwowar                                      |
| dowódca plutonu                                          | por. Kazimierz Popławski                                 |
| dowódca 3 baterii                                        | por. Michał Mańka                                        |
| dowódca plutonu                                          | ppor. Jan Sztejnbis                                      |
| dowódca II dywizjonu                                     | mjr Aleksander Makowitz                                  |
| adiutant dywizjonu                                       | por. Tadeusz Gustaw Buszko                               |
| oficer zwiadowczy                                        | por. Jan Czerniak                                        |
| d-ca drużyny łączności dywizjonu                         | por. Jan Czerniak                                        |
| pomocnik d-cy dywizjonu ds. gosp.                        | kpt. adm. (art.) Maksymilian Głowiński                   |
| dowódca 5 baterii                                        | kpt. Jan Zwodzijasz                                      |
| dowódca plutonu                                          | ppor. Andrzej Jerzy Mosiński                             |
| dowódca 6 baterii                                        | kpt. Edward Kawka                                        |
| dowódca plutonu                                          | ppor. Mieczysław Aleksander Szadkowski                   |
| dowódca III dywizjonu                                    | mjr Adam Fedorko                                         |
| dowódca 7 baterii                                        | por. Wacław Mazurkiewicz                                 |
| dowódca plutonu                                          | por. Romuald Rymkiewicz                                  |
| dowódca 8 baterii                                        | kpt. Zygmunt Wieruszewski                                |
| dowódca plutonu                                          | por. Piotr Boużyk                                        |

## 30 pal w kampanii wrześniowej

### Mobilizacja
23 marca 1939 o godz.15.00 została ogłoszona mobilizacja alarmowa w grupie w grupie zielonej dla I dywizjonu armat w terminie Z+28 do Z+40 i czerwona dla pozostałych pododdziałów pułku i dywizyjnych oraz innych pozadywizyjnych w czasie od A+28 do A+72:
- 30 pułk artylerii lekkiej,
- kolumna taborowa nr 902,
- warsztat taborowy nr 917,
- 59 dywizjon artylerii lekkiej.

W ramach I rzutu mobilizacji powszechnej na bazie pokojowego 30 dywizjonu artylerii ciężkiej w garnizonie Brześć n/B zmobilizowano przy wsparciu materiałowym i personalnym dywizjon II/3 pułku artylerii ciężkiej. W II rzucie mobilizacji powszechnej zostały zmobilizowane:
- bateria marszowa 30 pal,
- Ośrodek Zapasowy Artylerii Lekkiej nr 9[20].

Problem stanowiło stawiennictwo rezerwistów w pierwszym dniu przybyło 60% oficerów i 80% szeregowych. Dużym problemem były konie niezbyt odpowiednie do artylerii, zbyt małe i nie przywykłe do munsztuku i uprzęży. Pomimo braków oficerów, poszczególne baterie w okresie od 24 do 26 marca zostały załadowane do transportów kolejowych. Przewieziono pododdziały pułku trasą Brześć, Łuków, Dęblin, Radom, Skarżysko, Tomaszów mazowiecki, Słotwiny, Łódź Chojny, Pabianice Karsznice, Rusiec. Po wyładowaniu pułk zakwaterowano: I dywizjon Stanisławów I, II dywizjon Stanisławów II, III dywizjon Janówka i Marulin dla kolumny amunicyjnej. W rejonie stacjonowania podjęto czynności mające na celu uzupełnienie stanu osobowego, sprzętu technicznego i koni. Od czerwca prowadzono prace nad rozbudową pozycji artyleryjskiej. I dywizjon i żołnierze Sieradzkiej Brygady ON prowadzili prace w rejonie Wielunia. Pozostałe dywizjony 30 pal pracowały w rejonie Szczercowa, Widawy, Bełchatowa. 30 Dywizja Piechoty weszła w skład Armii „Łódź”, pod dowództwem gen. dyw. Juliusza Rómmla. Prowadzono szkolenie, pluton topograficzno-ogniowy dokonywał pomiarów i przygotowywał dywizjony do działań obronnych. Z uwagi na psujące się radiostacje nadawczo-odbiorcze, posługiwano się mało mobilnymi kablowymi liniami telefonicznymi. Z końcem sierpnia 30 DP weszła w skład Grupy Operacyjnej „Piotrków“ gen. bryg. Wiktora Thommée. Od 26 do 30 sierpnia nastąpiło przegrupowanie 30 pal wraz z pułkami macierzystej dywizji.

### Działania bojowe

#### Od Warty do Widawki
Zgodnie z planem walki, 1 września 1939 pułk przyjął następujące ugrupowanie:
- III dywizjon (bez 8 baterii, z 1 baterią) wspierał 82 Syberyjski pułk piechoty na odcinku Kochlew – Bobrowniki
- II dywizjon (z 8 baterią haubic) wszedł w ugrupowanie 84 pułku Strzelców Poleskich od Bobrownik poprzez Patrzyków, do mostu kolejowego w Działoszynie
- I dywizjon (bez 1 baterii) zajął wysunięte SO z zadaniem osłony pozycji przedniej bronionej przez 83 pułk Strzelców Poleskich na południe do rejonu Parzymiechy[23].

Od rana był dwukrotnie bombardowany Działoszyn i pobliże stanowisk II/30 pal, ale dywizjon strat nie poniósł. Wysunięty nad granicę I/30 pal ok. godz. 10.00 ostrzelał ogniem zaporowym 2 i 3 baterii armat natarcie niemieckiej piechoty w rejonie miejscowości Parzymiechy. Wsparł tym ostrzałem obronę III/83 pp. Bateria 3/30 pal o godz. 11.00 wsparła odciążające natarcie kompanii 5/83 pp z lasu na wieś Parzymiechy. W godzinach po południowych piechota niemieckiej 19 DP wykonała natarcie na pozycje III/83 pp powstrzymana skutecznie ostrzałem baterii 2/30 pal. Po odparciu niemieckiego natarcia, artyleria niemiecka wykonała kilka nawał ogniowych na stanowiska III/83 pp i 2/30 pal. W ich wyniku czego artyleria i piechota poniosły duże straty. W 2 baterii zniszczeniu uległo 90% taboru, utracono 60% koni, rannych 13 żołnierzy, 2 zaginęło. 3 bateria skutecznie wspierała batalion II/83 pp, nie dopuszczając piechoty niemieckiej do rzeki Warty. Około 22:00 został wycofany i przeszedł do dyspozycji dowódcy artylerii 30 DP. Pozostałe dywizjony pozostały na swoich stanowiskach ogniowych.
2 września od wczesnych godzin rannych ciężka artyleria niemiecka rozpoczęła zwalczać artylerię dywizji. Od godz. 7.00 na pozycje 84 pp wyruszyło natarcie niemieckiej piechoty, zostało powstrzymane ostrzałem 8 baterii haubic. Drugie natarcie niemieckie o godz. 10.00 było powstrzymywane przez ostrzał II dywizjonu, który uniemożliwił sforsowanie Warty pod Raciszynem. Od godz. 14.00 na stanowiska 84 pp artyleria niemiecka wykonała koncentrację ognia. Pomimo intensywnego wsparcia przez III/30 pal obrony 82 pp niemiecka piechota z 18 Dywizja Piechoty wraz z czołgami odrzuciła batalion I/82 pp z Bobrownik na Szczyty, a wieczorem zmusiła 82 pp do odwrotu. O godz.16:00 nacierająca na 84 pp niemiecka 19 Dywizja Piechoty dostała się pod ześrodkowany ogień II/30 pal i 30 dac i poniosła duże straty. Ok. godz. 20.00 84 pp podjął wycofanie się w kierunku Pajęczna. O godz. 21:45 dowódca armii nakazał oderwanie się od nieprzyjaciela i wycofanie wojsk na zasadniczą pozycję obronną. Odwrót osłaniał batalion II/83 pp wsparty 1 baterią 30 pal. Nocą 2/3 września 30 DP odeszła ze swoich stanowisk. Niemcy nie rozpoznali wycofania się dywizji i od świtu XI Korpus Armijny wykonał przygotowanie ogniowe natarcia i uderzył w całym pasie stanowisk obronnych, opuszczonych przez 30 Dywizję Piechoty. Dalszy odwrót dywizji na główną pozycję obrony nad rzeką Widawką trwał do wieczora 3 września. Tego dnia wieczorem artyleria obsadziła zasadnicze stanowiska ogniowe. 1/30 pal z uwagi na zerwane mosty i zalewy dotarła na swoje stanowiska dopiero rano 4 września. II/30 pal na odcinku Lubiec wspierał 83 pp, III/30 pal wspierał odcinki Żar i Słupia zajmowane przez 84 pp, a także w miarę potrzeb obronę 82 pp na kierunku Teofilów-Szczerców. I/30 pal dołączył do grupy artylerii ogólnego działania obok 30 dac i dywizjonu II/4 pułku artylerii ciężkiej.
Niemcy nawiązali styczność ogniową dopiero rano 4 września. Ok. godz. 11:00 nieprzyjaciel podszedł do Widawki i rozpoczął rozpoznawanie. Około 15:00 ze Szczercowa wyszła kolumna nieprzyjaciela w sile około pułku piechoty. Pod Magdalenowem dostała się pod ześrodkowany ogień I/30 pal, 30 dac i II/4 pac oraz broni maszynowej I/83 pp. Kolumna niemiecka poniosła ciężkie straty i wycofała się na zachód. Około 19:00 Niemcy wznowili natarcie na odcinku południowym i znów zostali odparci.
Rano 5 września rozpoczął się pojedynek artyleryjski. Między godz.7.00, a 8.00 na pozycje 83 pp natarcie podjął niemiecki 59 pp z 19 DP ze wsparciem kilkunastu czołgów i lotnictwa. II/30 pal wraz z 30 dac skoncentrowali ostrzał na przedpolu Magdalenowa i Szczercowa eliminując wspólnie z piechotą kilka czołgów i przyczyniając się do odparcia niemieckiego ataku. Wkrótce ruszyło natarcie niemieckiej piechoty wsparte czołgami i artylerią. 83 pp odparł natarcie. Zestrzelono dwa samoloty i zniszczono kilka czołgów. Po południu Niemcy ponowili natarcie na szerszym froncie po potężnym przygotowaniu artyleryjskim i lotniczym. Na odcinku obrony 83 pp i 82 pp zarysowały się dwa włamania w obronie 30 DP. Wsparte ogniem 30 pal kontrataki trzech batalionów piechoty z 84 pp i 82 pp odniosły sukces. Niemcy ponieśli duże straty, a pozycja obronna 30 DP znajdowała się w polskich rękach.

#### Odwrót
Na rozkaz dowódcy armii, 6 września, krótko po północy, dywizja rozpoczęła 35 km odwrót do rejonu Dłutowa. Pułk maszerował bez kontaktu z nieprzyjacielem do późnych godzin popołudniowych. I dywizjon maszerował z 82 pp, II dywizjon z 83 pp, dowództwo 30 pal z III dywizjonem osobno. Zajęto stanowiska w rejonie lasu dłutowskiego. Dalsze wycofanie się oddziałów na linię Poddębina – Żeromin, odległą o około 12 km, odbyło się w nocy 6/7 września. Do 84 pp przydzielono III dywizjon.
W godzinach porannych 7 września zajęto nowe stanowiska obronne w rejonie Bądzyń, Tuszyn-Żeromin. Dywizjony pozostawały przy pułkach piechoty, przy 83 pp I/30 pal, przy 82 pp II/30 pal i przy 84 pp III/30 pal. Po południu Niemcy rozpoczęli działalność rozpoznawczą. Patrole niemieckie przenikały w rejon stanowisk artylerii. Baterie 30 pal ostrzeliwały podchodzące oddziały niemieckie. Gen. Wiktor Thommée nakazał 30 DP nocnym marszem osiągnąć lasy na północ od Brzezin. Formowanie kolumn utrudniał brak map i pomieszanie taborów. Nad ranem do Brzezin zbliżały się dopiero elementy czołowe dywizji.
Rano 8 września dywizja kontynuowała marsz przez Brzeziny i stopniowo przyjmowała nakazane ugrupowanie obronne. Dopiero po południu przybył 84 pp z III/30 pal i obsadził rejon folwarku Halinów. Po południu podeszły pod Brzeziny zmotoryzowane oddziały niemieckie, a ich artyleria otworzyła ogień na zachodnią część lasu. Lotnictwo niemieckie bombardowało lasy, gdzie zgrupowane były jednostki 30 DP. Doszło do objawów paniki i załamania nerwowego wielu żołnierzy, poniesiono straty w koniach i sprzęcie. Rozpoczął się samowolny niekontrolowany odwrót 82 i 83 pp wraz z I i II dywizjonami armat. W następstwie wycofania się 36 pp z lasu na wschód od m. Skoszewy, dywizja otrzymała rozkaz odwrotu do lasów w rejonie Przyłęku, gdzie miała pozostać do południa 9 września i następnie maszerować do lasów skierniewickich.
Nocne odejście dywizji cechował chaos i niezdecydowanie. Kłębiły się tabory wojska i wozy ludności cywilnej. Nawet zwarte do tej pory pododdziały gubiły się. Do lasu Przyłęk dotarły dwa dywizjony artylerii. III/30 pal był na drodze do Chlebowa, nie mogąc odnaleźć swojej dywizji. Następnie pomaszerował do Skierniewic, docierając przed południem 9 września do lasów w pobliżu wsi Lipce. Nakazano dalszy marsz w kierunku na Suliszew. Niestety, drogi odwrotu były już w rękach Niemców. 9 września rano podjęto decyzje o przebijaniu się. 82 pp z I/30 pal uderzył na Rudki, a 83 pp z II dywizjonem na Modłę. Natarcie 82 pp na północnym skrzydle uzyskało powodzenie. Z powodu braku kabla, baterie I dywizjonu wspierały piechotę z otwartych stanowisk. Zgrupowanie uderzeniowe odbiło Słupię, odrzucając Niemców w kierunku na Modłę i Przybyszyce. W trakcie tych walk została zniszczona 1 bateria i kolumna amunicyjna I dywizjonu. W trakcie dalszych walk w osłonie wycofującego się 84 pp, 2 bateria stoczyła walkę z niemiecką piechotą wspartą artylerią. W jej wyniku utraciła wszystkie armaty i część obsług. 83 pp z II/30 pal rozpoczął natarcie z opóźnieniem. W boju spotkaniowym starł się z kolumną niemiecką wychodzącą z Mikulina. Natarcie wsparł 84 pp. Około 13:30 gen. bryg. Leopold Cehak nakazał oderwać się od nieprzyjaciela i przejść do odwrotu. Bez większych trudności wyszedł z walki 82 pp i część pododdziałów 84 pp. Pozostałe oddziały dywizji zostały związane walką z atakującą niemiecką 18 DP wspartą artylerią i lotnictwem. W trakcie ataków niemieckiego lotnictwa szturmowego w rejonie wsi Budki rozbiciu uległ II/30 pal ocalały tylko po plutonie z 5 i 6 baterii. Odpierając natarcie pod Przyłękiem w rejonie Słupi, 9 września dywizja, a wraz z nią 30 pal, poniosły ogromne straty. Ocalały tylko dwie baterie, po jednej z I i II dywizjonu.

#### Przebijanie się do Warszawy i Modlina
Wieczorem gen. Thommée w rejonie Suliszewa wydał rozkaz maszerowania do lasów w rejonie Karolinowa, który osiągnięto rano 10 września. Piechota obsadziła wschodni brzeg rzeki Rawka, a baterie obu dywizjonów jako ich wsparcie. Porządkowano oddziały, żołnierze wypoczywali. 10 września około 14:00, kolejny rozkaz nakazywał pozbycie się zbędnych taborów i nocny marsz do Warszawy. Ocalałe baterie artylerii miały maszerować przy 82 pp i 84 pp. Wspólny atak 30 Dywizji i 31 pp z 10 DP na Mszczonów, na skutek nieporozumień, nie doszedł do skutku. Przy 31 pułku piechoty znalazł się dowódca 30 pal ppłk Zygmunt Lewandowski wraz z taborem pułku. 11 września 30 Dywizja wycofała się do Puszczy Mariańskiej, a później do lasu żyrardowskiego. Baterie 30 pal wykorzystano do obrony ppanc., dołączali żołnierze 30 pal, którzy przedarli się z okrążenia pod Przyłękiem. 12 września nad ranem ugrupowała się obronnie i stanowiła osłonę ugrupowania przebijającego się do Warszawy. Około 7:00 na stanowiska obronne 82 i 84 pp uderzyła niemiecka 19 DP. Zacięte walki trwały do południa. Ostatecznie 30 DP późnym wieczorem osiągnęła południowy skraj Puszczy Kampinoskiej. 13 września dywizja otrzymała rozkaz maszerowania do Modlina. Dywizja przeszła w ciągu dnia przez Górki do Dąbrówki, a marszem nocnym 14 września osiągnęła Kazuń.
III dywizjon 30 pal, po daremnych usiłowaniach odnalezienia dywizji, przybył pod wieczór 9 września do Skierniewic. 10 września dowódca dywizjonu podporządkował się dowódcy 2 Dywizji Piechoty Legionów i wspierał ogniem walki na linii Rawki. W nocy maszerował z 3 pułkiem piechoty Legionów w straży tylnej dywizji na Wiskitki. Nocą 10/11 września z uwagi na wymieszanie się kolumn 2 DPLeg. i 28 Dywizji Piechoty dołączył do kolumny marszowej 36 pułku piechoty. 11 września wraz z 36 pp zatrzymał się na wypoczynek. 12 września dołączył do 2 DP Leg. i ok. godz.18.30 uczestniczył w przygotowaniu artyleryjskim natarcia 3 pp Leg. w rejonie Pogroszew – Umiastków. 13 września w dalszym ciągu wspierał 3 pp Leg. w działaniach zaczepnych w kierunku Warszawy. Z uwagi na zużycie amunicji mjr Adam Fedorko przydzielił po jednym działonie jako artyleria ppanc. z resztą posiadanej amunicji do batalionów 3 pp Leg. Z resztą dywizjonu wieczorem odszedł na północ przez Puszczę Kampinoską. W Palmirach uzupełnił amunicję i pomaszerował na Nowy Dwór i Henryków, gdzie znalazł się o świcie 14 września.

#### W obronie Modlina
Na rozkaz gen. bryg. Wiktora Thommée III/30 pal powrócił do Modlina do składu macierzystego 30 pal.
30 pal w twierdzy w Modlinie zajął stanowiska w rejonie Kazunia Polskiego i Sadach. Ostatecznie ocalałe baterie włączyły się do obrony Modlina. 30 pal doprowadził do Modlina 20 dział. 30 DP powierzono obronę pododcinka „Kazuń“. III/30 pal wspierał 84 pp, bateria 3/30 pal wspierała 82 pp. Zbiorcza bateria II dywizjonu 30 pal została przydzielona do grupy artylerii ogólnego działania. 24 września w odwecie za niemiecki ostrzał artyleryjski pozycji 30 DP, 30 pal wykonał 15 minutowe ześrodkowania ogniowe na pozycjach niemieckich. 26 września artyleria 30 pal uczestniczyła w pojedynkach z artylerią niemiecką. 27 września 30 pal wykonał ogień ześrodkowany na stanowiska wyjściowe niemieckiego natarcia kierującego się na pozycje 84 pp. 30 pal skapitulował 29 września wraz z całą załogą Modlina, część broni zakopano lub uszkodzono.

### Oddział Zbierania Nadwyżek 30 pal
Po mobilizacji w marcu 1939 i wyjeździe 30 pal na teren przyszłych działań bojowych, w garnizonie pozostały nieliczne nadwyżki mobilizacyjne złożone z rezerwistów oraz rekruci powołani w marcu 1939. Po uzupełnieniu braków w części bojowej pułku w pozostałościach pułku podjęto szkolenie. W dniu 11 sierpnia 1939, żołnierze wcielenia marzec 1939 zostali wysłani do 30 pal, celem uzupełnienia stanu bojowego pułku. Z chwilą ogłoszenia mobilizacji powszechnej, do OZN 30 pal napłynęli oficerowie i szeregowi rezerwy. Na bazie nadwyżek 30 pal w ramach II rzutu mobilizacji powszechnej, podjęto formowanie Ośrodka Zapasowego Artylerii Lekkiej nr 9 pod dowództwem płk. st. sp. Michała Zdzichowskiego. Do OZAL nr 9 dotarły OZN 20 pal i część OZN 9 pal. Z napływających rezerwistów 30 pal oraz z zasobów OZAL nr 9 sformowano improwizowany 49 dywizjon artylerii lekkiej pod dowództwem mjr. Stanisława Komarnickiego. Dywizjon wszedł w skład Zgrupowania „Brześć“ gen. bryg. st. sp. Konstantego Plisowskiego. W 49 dal dwie baterie armat 75 mm obsadzono żołnierzami rezerwy i służby czynnej pochodzącymi z 30 pal, pod dowództwem kpt. Arsena Milniczuka i kpt. Tadeusza Janiszewskiego oraz jedną baterię armat 75 mm sformowaną z żołnierzy 20 pułku artylerii lekkiej. Dywizjon prowadził intensywne walki w obronie twierdzy Brześć w dniach 13-16 września, ponosząc duże straty osobowe i sprzętowe. Z żołnierzy 30 pal sformowano baterię haubic 100 mm pod dowództwem por. Tadeusza Buszko, która weszła w skład improwizowanego dywizjonu V/20 pal pod dowództwem mjr. Wacława Gadomskiego, a potem mjr. Stanisława Olechowskiego. Bateria haubic trafiła do dywizjonu 20 pal w drodze wymiany za baterię armat. Bateria haubic brała udział w walkach Dywizji „Kobryń“ w dniach 16-18 września w rejonie Kobrynia, a następnie w bitwie pod Kockiem w dniach 1-5 października.     
| Struktura organizacyjna i obsada personalna we wrześniu 1939 | Struktura organizacyjna i obsada personalna we wrześniu 1939                                                  |
| Dowództwo                                                    | Dowództwo |
| ------------------------------------------------------------ | --- |
| dowódca pułku                                                | ppłk Zygmunt Lewandowski (do 11 IX 1939) mjr Adam Fedorko (15-22 IX 1939) mjr Brunon Bosiacki (22-29 IX 1939) |
| adiutant                                                     | kpt. Romuald Cymerski                                                                                         |
| oficer łączności                                             | por. Jan Czerniak                                                                                             |
| dowódca plutonu topograficzno-ogniowego                      | por. Wacław Mazurkiewicz                                                                                      |
| oficer zwiadowczy                                            | por. Kazimierz Popławski                                                                                      |
| I dywizjon (armat 75 mm)                                     | |
| dowódca dywizjonu                                            | mjr Stanisław Nikodemowicz                                                                                    |
| adiutant                                                     | por. Zygmunt A. Zwolanowski ppor. rez. Julian Wartałowski                                                     |
| oficer łączności                                             | por. rez. inż. Fryderyk Otto Adler                                                                            |
| oficer zwiadowczy                                            | ppor. rez. Jaworski                                                                                           |
| oficer łącznikowy                                            | ppor. rez. Włodzimierz Dereziński                                                                             |
| dowódca 1 baterii                                            | kpt. Alojzy Piwowar                                                                                           |
| oficer ogniowy                                               | ppor. rez. Chiczewski                                                                                         |
| dowódca 1 plutonu                                            | ppor. rez. Franciszek Kotowski                                                                                |
| dowódca 2 baterii                                            | por. Antoni Leon Witkowski                                                                                    |
| oficer zwiadowczy                                            | ppor. Witold Knapski                                                                                          |
| oficer ogniowy                                               | ppor. rez. Lomer                                                                                              |
| dowódca 1 plutonu                                            | por. Szałkiewicz                                                                                              |
| dowódca 2 plutonu                                            | ppor. rez. Friedlander                                                                                        |
| dowódca 3 baterii                                            | por. Michał Mańka                                                                                             |
| oficer zwiadowczy                                            | por. Zygmunt Zwolanowski                                                                                      |
| oficer ogniowy                                               | ppor. Kazimierz Kuźnicki ppor. Jerzy Truszyński                                                               |
| dowódca 1 plutonu                                            | ppor. Władysław Prokurat                                                                                      |
| dowódca 2 plutonu                                            | ppor. Bolesław Kaflowski                                                                                      |
|                                                              | pchor. rez. Wojciech Kubiak                                                                                   |
| II dywizjon (armat 75 mm)                                    | |
| dowódca dywizjonu                                            | mjr Aleksander Makowitz                                                                                       |
| adiutant                                                     | ppor. rez. Władysław Szewczenko                                                                               |
| oficer zwiadowczy                                            | ppor. Andrzej Mosiński                                                                                        |
| oficer obserwacyjny                                          | ppor. rez. Mieczysław Szadkowski                                                                              |
| oficer łączności                                             | ppor. rez. Antoni Zdebski                                                                                     |
| oficer łącznikowy                                            | ppor. rez. Czesław Szpakowicz                                                                                 |
| oficer żywnościowy                                           | ppor. rez. Stanisław Śliwiński                                                                                |
| płatnik                                                      | ppor. rez. Józef Przybylski                                                                                   |
| lekarz                                                       | ppor. rez. Mojżesz Brinberg                                                                                   |
| lekarz weterynarii                                           | ppor. rez. Eugeniusz Stasiak                                                                                  |
| dowódca kolumny amunicyjnej                                  | ppor. rez. Marian Chamski                                                                                     |
| dowódca 4 baterii                                            | por. Mieczysław Chyliński                                                                                     |
| oficer zwiadowczy                                            | ppor. rez. Wojciech Krzyształowicz                                                                            |
| oficer ogniowy                                               | ppor. rez. Antoni Arciszewski                                                                                 |
| dowódca 1 plutonu                                            | ppor. Witold Trippenbach                                                                                      |
| dowódca 2 plutonu                                            | ppor. Michał Mirończuk                                                                                        |
| dowódca 5 baterii                                            | kpt. Jan Zwodzijasz                                                                                           |
| oficer zwiadowczy                                            | ppor. rez. Andrzej Korsuń                                                                                     |
| oficer ogniowy                                               | ppor. rez. Aleksander Sewruk                                                                                  |
| dowódca 1 plutonu                                            | ppor. Jerzy Rozentwerth                                                                                       |
| dowódca 2 plutonu                                            | ppor. Józef Małkiewicz                                                                                        |
| dowódca 6 baterii                                            | kpt. Edward Kawka                                                                                             |
| oficer zwiadowczy                                            | ppor. rez. Władysław Zawadzki                                                                                 |
| podoficer zwiadowczy                                         | plut. Alfons Ryttel                                                                                           |
| oficer ogniowy                                               | ppor. rez. Józef Malinowski                                                                                   |
| dowódca 1 plutonu                                            | ppor. Aleksander Powalski                                                                                     |
| dowódca 2 plutonu                                            | ppor. Kazimierz Wiąckiewicz                                                                                   |
| III dywizjon (haubic 100 mm)                                 | |
| dowódca dywizjonu                                            | mjr Adam Fedorko                                                                                              |
| adiutant                                                     | ppor. rez. Tadeusz Mościcki                                                                                   |
| oficer zwiadowczy                                            | ppor. Jan Sitko                                                                                               |
| oficer obserwacyjny                                          | pchor. rez. Domagała                                                                                          |
| oficer łączności                                             | ppor. rez. Stefan Żyźniewski                                                                                  |
| oficer łącznikowy                                            | ppor. rez. inż. Władysław Gogolewski                                                                          |
| oficer żywnościowy                                           | NN |
| płatnik                                                      | ppor. Jan Antoni Markowski                                                                                    |
| lekarz                                                       | NN |
| lekarz weterynarii                                           | NN |
| dowódca kolumny amunicyjnej                                  | ppor. rez. Mikołaj Zydenberg                                                                                  |
| dowódca 7 baterii                                            | por. Romuald Roman Rymkiewicz                                                                                 |
| oficer zwiadowczy                                            | ppor. Franciszek Knot                                                                                         |
| oficer ogniowy                                               | ppor. rez. Dariusz Serafin                                                                                    |
| dowódca I plutonu                                            | ppor. Emil Czerny                                                                                             |
| dowódca II plutonu                                           | NN |
| dowódca 8 baterii                                            | por. Piotr Bonżyk                                                                                             |
| oficer zwiadowczy                                            | ppor. Stanisław Knot                                                                                          |
| oficer ogniowy                                               | ppor. rez. Władysław Kulik                                                                                    |
| dowódca I plutonu                                            | NN |
| dowódca II plutonu                                           | ppor. Janusz Grodzicki                                                                                        |
| dowódca 9 baterii                                            | kpt. Zygmunt Wieruszewski                                                                                     |
| oficer zwiadowczy                                            | ppor. Antoni Karol Haschek                                                                                    |
| oficer ogniowy                                               | por. Jan Kazimierz Błaszczyna                                                                                 |
| dowódca I plutonu                                            | NN |
| dowódca II plutonu                                           | ppor. rez. Eugeniusz Żarków                                                                                   |
|                                                              | por. Julian Wartałowski                                                                                       |
|                                                              | ppor. Kazimierz Wiesław Baldwin-Ramult                                                                        |
|                                                              | ppor. Brunon Chaberka                                                                                         |

## Symbole pułku

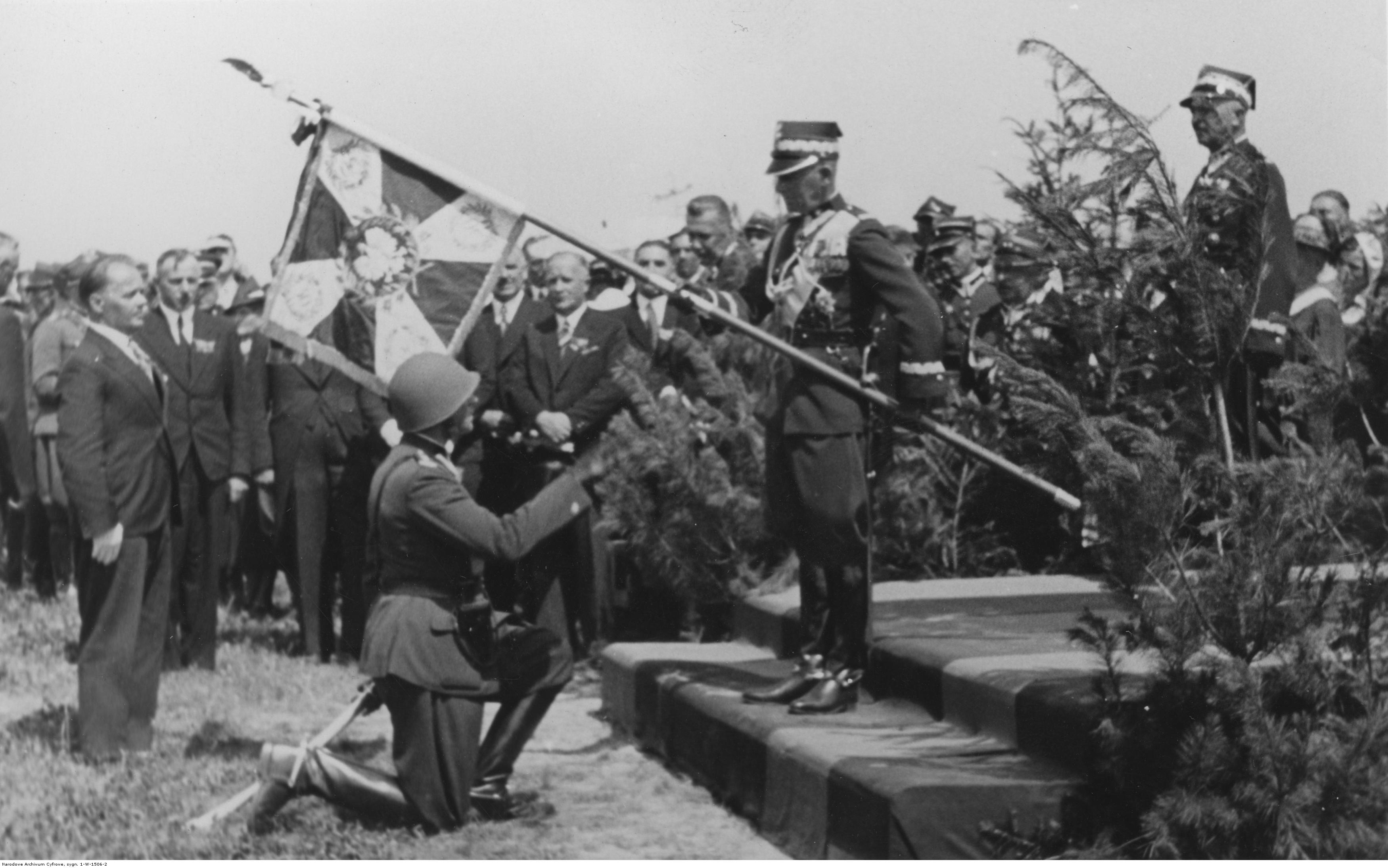
Marszałek Edward Śmigły-Rydz wręcza sztandar d-cy 30 pal płk. dypl. Jerzemu Aleksandrowi Zawiszy 17 lipca 1938 r.

### Sztandar
19 czerwca 1938 Prezydent RP Ignacy Mościcki nadał sztandar 30 Poleskiemu pułkowi artylerii lekkiej, a 1 lipca tego roku minister spraw wojskowych gen. dyw. Tadeusz Kasprzycki zatwierdził wzór lewej strony płachty sztandaru.

17 lipca 1938 na lotnisku w Zamościu marszałek Polski Edward Śmigły-Rydz wręczył pułkowi sztandar ofiarowany przez społeczeństwo ziemi zamojskiej oraz niektórych sąsiednich regionów.

Sztandar został wykonany zgodnie z wzorem określonym w Dekrecie Prezydenta Rzeczypospolitej Polskiej z 24 listopada 1937 o znakach wojska i marynarki wojennej  opublikowanym w Dzienniku Ustaw Rzeczypospolitej Polskiej nr 5 z 28 stycznia 1938.
Na prawej stronie płata znajdował się amarantowy krzyż, w środku którego wyhaftowano orła w wieńcu z wawrzynu. Na białych polach, pomiędzy ramionami krzyża, znajdowały się cyfry 30 w mniejszych wieńcach z wawrzynu.

Na lewej stronie płata sztandarowego, pośrodku krzyża kawaleryjskiego znajdował się wieniec taki sam jak po stronie prawej, a w wieńcu trzywierszowy napis „HONOR I OJCZYZNA”.
Sztandar pułku, po odjeździe oddziału w marcu 1939 do obszaru operacyjnego Armii „Łódź”, pozostał w Brześciu. O jego losach brak jest informacji.
Rozkazem gen. dyw. Juliusza Rómmla z 28 września „30 p.a.l. nadano na sztandar order Virtuti Militari oraz dodatkowo do dyspozycji dowódcy artylerii dywizyjnej 20 krzyży V.M. dla żołnierzy pułku”.

### Odznaka pamiątkowa
18 lipca 1931 gen. dyw. Kazimierz Fabrycy, w zastępstwie ministra spraw wojskowych, zatwierdził wzór i regulamin odznaki pamiątkowej 30 pap. Odznaka o wymiarach 44×43 mm ma kształt krzyża maltańskiego o ramionach pokrytych białą emalią ze złotymi krawędziami. Na środek krzyża nałożona miniatura odznaki 5 Dywizji Syberyjskiej. Na ramionach krzyża wpisano numer i inicjały „30 PAP” oraz rok powstania pułku „1918”. Między ramionami krzyża dwie skrzyżowane lufy armatnie barwy złocistej. Odznaka oficerska, dwuczęściowa, wykonana w srebrze i emaliowana. Wykonawcą odznak był Stanisław Lipczyński z Warszawy.

## Żołnierze pułku

### Dowódcy i zastępcy dowódcy pułku
| Stopień, imię i nazwisko               | Okres pełnienia służby  |
| Dowódcy pułku                          | Dowódcy pułku           |
| -------------------------------------- | ----------------------- |
| płk art. Ludwik Jurkiewicz             | 1921 – 22 III 1929      |
| ppłk / płk art. Ludwik Buczek          | 22 III 1929–1937        |
| płk dypl. Jerzy Aleksander Zawisza     | IV 1937 – IX 1938       |
| płk dypl. Wacław Święciński            | 1939                    |
| ppłk Zygmunt Lewandowski               | IX 1939                 |
| Zastępcy dowódcy pułku                 |                         |
| ppłk art. Jan Robakowski               | 15 X 1922               |
| ppłk SG Rudolf Jagielski               | 23 X 1925 – 23 V 1927   |
| ppłk art. Leon Bogusławski             | 23 V 1927 – 22 III 1929 |
| mjr / ppłk art. Tadeusz Rawski         | IV 1929 – III 1932      |
| mjr / ppłk art. Stanisław Giebułtowicz | III 1932–1937           |
| ppłk dypl. art. Wacław Świeciński      | 1937–1938               |
| ppłk art. Anastazy Albert Makowski     | 1938–1939               |

### Żołnierze 30 pal – ofiary zbrodni katyńskiej
Biogramy ofiar zbrodni katyńskiej znajdują się między innymi w bazach udostępnionych przez Ministerstwo Kultury i Dziedzictwa Narodowego oraz Muzeum Katyńskie.
| Stopień, imię i nazwisko       | zawód                | miejsce pracy przed mobilizacją | zamordowany |
| ------------------------------ | -------------------- | ------------------------------- | ----------- |
| ppor. rez. Tadeusz Biliński    | prawnik              | aplikant sądowy w ?             | Charków     |
| ppor. rez. Andrzej Bleszyński  | geodeta              |                                 | Katyń       |
| mjr Leonard Bursa              | żołnierz zawodowy    | (e)                             | Charków     |
| mjr lek. wet. Wacław Duval     | żołnierz zawodowy    |                                 | Charków     |
| por. rez. Kazimierz Filipowicz | urzędnik             | Sąd Grodzki w Starogardzie      | Katyń       |
| ppor. rez. Jakub Fridzon       | inżynier budownictwa |                                 | Katyń       |
| ppor. rez. Kazimierz Gawina    | lekarz weterynarii   |                                 | Charków     |
| ppor. rez. Stanisław Konopka   | urzędnik             |                                 | Katyń       |
| ppor. rez. Stanisław Leinweber |                      |                                 | Katyń       |
| ppor. Antoni Lipiński          | żołnierz zawodowy    |                                 | Charków     |
| kpt. Stanisław Łapiński        | żołnierz zawodowy    |                                 | Charków     |
| ppor. rez. Antoni Markowski    | farmaceuta           |                                 | Katyń       |
| por. Antoni Policho            | żołnierz zawodowy    |                                 | Charków     |
| ppor. Aleksander Przystupiński | żołnierz zawodowy    |                                 | Charków     |
| ppor. rez. Izydor Rozenberg    | dr nauk medycznych   | praktyka w Warszawie            | Charków     |
| ppor. lek. wet. Paweł Sadlak   | żołnierz zawodowy    |                                 | Charków     |
| ppor. rez. Roman Samosiej      | lekarz weterynarii   | praktyka w Lubczy               | Charków     |
| ppor. rez. Zygmunt Sobkiewicz  | inżynier leśnictwa   | tartak państwowy w Kłaju        | Katyń       |
| por. rez. Stefan Właszczuk     | technik budowlany    |                                 | Charków     |
| ppor. rez. Marian Wolski       | urzędnik             | Fundusz Pracy w Warszawie       | Charków     |